# Brucity

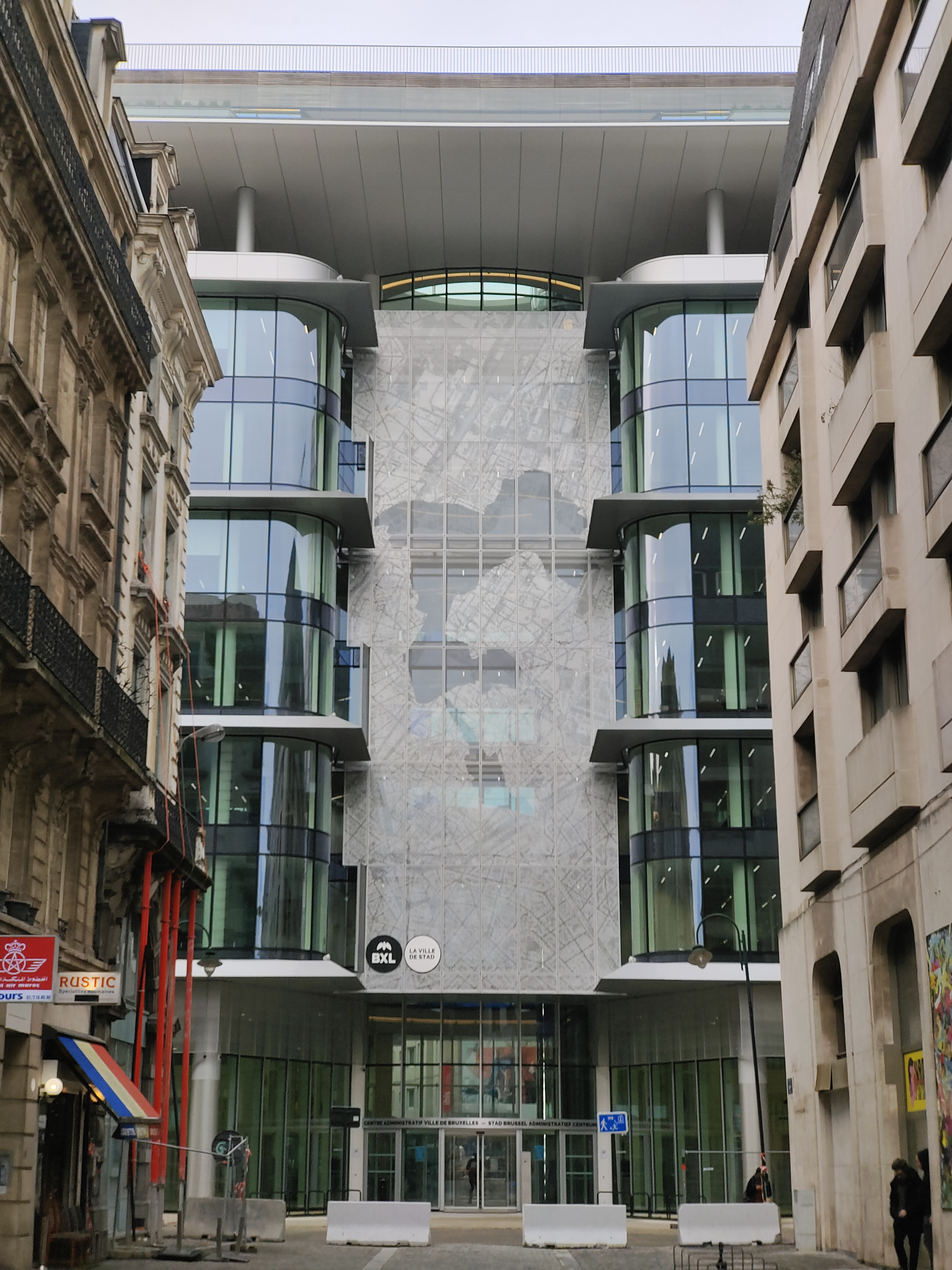
De centrale ingang van Brucity gezien vanuit de Grétrystraat

Brucity is een kantoorgebouw in de Belgische hoofdstad Brussel. Het doet sinds 2022 dienst als administratief centrum van de Stad Brussel en het is de plaats waar de gemeenteraad en het college van burgemeester en schepenen bijeenkomen. Het stadhuis van Brussel behoudt alleen een ceremoniële en toeristische functie.
In Brucity opent in februari 2024 ook een panoramisch restaurant voor het grote publiek.
Het gebouw is gelegen tussen de Zwarte Lievevrouwstraat, de Bisschopstraat, de Hallenstraat en de Kiekenmarkt. Het ligt in de nabijheid van het metrostation De Brouckère, de Multi Tower, het Muntcentrum en de Sint-Katelijnekerk.

## Geschiedenis
Het gebouw werd gebouwd op de plaats waar vanaf 1957 Parking 58, gebouwd naar aanleiding van Expo 58, zich bevond. De gemeenteraad gaf in juni 2006 toestemming aan burgemeester Freddy Thielemans om een nieuw onderkomen voor de administratie te zoeken. Op de openbare aanbesteding reageerde slechts een serieuze kandidaat, AG Real Estate. Deze vroeg in 2007 aan drie architectenbureaus om een voorstel uit te tekenen, waaruit een jury onder leiding van de Stad Brussel in 2010 het ontwerp van de architectenbureaus Bruno Albert, Buro II en Archi+I selecteerde. Er was geen architectuurwedstrijd en de bouwmeester werd niet bij het proces betrokken. 
Door de DBF-formule (design, build, finance) stond AG Real Estate in voor de conceptie, realisatie en financiering. De grond werd verkocht aan de stad voor 30 miljoen euro en voor het gebouw werd een dertigjarige lease afgesloten van 105 miljoen euro, plus rente. Halfweg en op het einde van die periode kan de stad een aankoopoptie lichten. 
Tijdens de vergunnings- en beroepsprocedures werd het ontwerp herhaaldelijk aangepast, waardoor de oorspronkelijk voorziene winkel- en woonruimte verdween voor een monofunctioneel kantoorgebouw. Dit ging in tegen het advies van de gewestelijke overlegcommissie, die geen vrede nam met het dakterras en het dakrestaurant, maar die een levendige plint had gewenst. Ook haar suggestie om de Korte Hallenstraat open te houden, werd genegeerd. Doorgang werd alleen mogelijk gemaakt tijdens de openingsuren.
De bouwblok van Parking 58 sloot op 1 augustus 2017 en werd in 2018 gesloopt. Eind 2018 begonnen de eerste grondwerken aan Brucity. Van mei tot juni 2019 lag de bouw van Brucity stil vanwege een archeologisch onderzoek waarbij restanten van middeleeuwse haven van Brussel werden ontdekt. Men ontdekte de kaaimuren van de later overdekte Zenne en tal van gebruiksvoorwerpen uit de 14e en 15e eeuw. Eind 2022 werd het gebouw door AG Real Estate opgeleverd en door de stad Brussel in gebruik genomen.

## Beschrijving
Het gebouw is 170 m lang, 42 m breed en bijna 42 m hoog. De totale vloeroppervlakte bedraagt ongeveer 60.000 m², waarvan 37.200 m² kantoorruimte voor de ruim 1500 ambtenaren. De koeling gebeurt energiezuinig met rioolwater. 
Er zijn negen bovengrondse niveaus en vier ondergrondse voor parking. De ondergrondse parking vervangt Parking 58 en biedt plaats aan 450 wagens en 250 fietsen. Het gebouw vervangt het administratief centrum aan de Anspachlaan en centraliseert alle diensten van de stad Brussel. Naast een administratieve functie omvat het gebouw ook ruimtes en studie- en vergaderzalen voor onder meer verenigingen of studenten. Ook de gemeenteraadszaal van de stad bevindt zich in het complex.